# Chapareillan
Chapareillan – miejscowość i gmina we Francji, w regionie Owernia-Rodan-Alpy, w departamencie Isère.
Według danych na rok 1990 gminę zamieszkiwało 1898 osób, a gęstość zaludnienia wynosiła 63 osób/km² (wśród 2880 gmin regionu Rodan-Alpy Chapareillan plasuje się na 458. miejscu pod względem liczby ludności, natomiast pod względem powierzchni na miejscu 216.).
Przez gminę przepływa rzeka Isère. 